# گینکو آبوکاوا-چیبا
گینکو آبوکاوا-چیبا (انگلیسی: Ginko Abukawa-Chiba؛ زادهٔ ۲۵ فوریهٔ ۱۹۳۸) ژیمناست هنری زن اهل ژاپن بود.